# Caroline Rhea
Caroline Gilchrist Rhea (Montreal, 13 de abril de 1964) es una actriz, comediante, guionista, directora y productora estadounidense de origen canadiense.
Es conocida mundialmente por su papel de Hilda Spellman en la serie de televisión Sabrina, the Teenage Witch, y por ser la voz del personaje de Linda Flynn Fletcher en la serie de Disney Phineas y Ferb.

## Biografía

### Primeros años
Rhea nació y vivió sus primeros años de vida en Montreal, Quebec, Canadá. Su madre, Marjorie, era una antigua comerciante, y su padre, David Rhea, era un ginecólogo. Ella tiene dos hermanas, Cynthia y Celia. Cursó sus estudios primarios en The Study, un colegio privado, al que sólo asistían mujeres, en Westmount, Quebec. La primera película en la que trabajó, como extra, fue Meatballs III. Luego, en 1989, se trasladó a Nueva York para estudiar comedia stand-up en el New School for Social Research.

### Carrera
En 2002, Rhea obtuvo su propio programa de entrevistas en horario diurno, The Caroline Rhea Show. Rosie O'Donnell fue quien la escogió para que ocupara el lugar que ella dejaba vacante en la televisión, cuando culminó The Rosie O'Donnell Show (1996-2002).
Posteriormente, Rhea condujo las tres primeras temporadas del reality show The Biggest Loser, que debutó en la pantalla en la cadena estadounidense NBC en 2004. El programa fue visto en más de 70 países. En 2005 actuó en la película The Perfect Man, una comedia que protagonizó Heather Locklear y Hilary Duff.
Rhea participó en una edición especial del popular programa televisivo Who Wants to Be a Millionaire, como concursante. También realizó participaciones especiales en las series The Suite Life of Zack and Cody,  Mom's Got a Date with a Vampire y Christmas with the Kranks. Además, compitió en el ciclo Celebrity Poker Showdown.
Prestó su voz a la serie animada de Disney Channel Phineas and Ferb, junto a Ashley Tisdale, Mitchel Musso y Alyson Stoner. Además interpretó el rol de Noleta Nethercott en la comedia de situación de Fox Sordid Lives: The Series. 
La actriz también estuvo rumorada para participar en el programa Dancing with the Stars.

### Vida personal
Actualmente está conviviendo con su pareja, Costaki Economopoulos. El 20 de octubre de 2008 la pareja tuvo a su primera hija juntos (Rhea tenía 44 años), llamada Ava Rhea Economopoulos, de 8 libras y 15 onzas.

## Filmografía
Como actriz
- Sydney to the Max (2019) Judy (Abuela de Sydney y madre de Max)
- Sordid Lives: The Series (2008)
- Love N' Dancing (2008)
- To Be Fat Like Me (2007)
- Phineas y Ferb (2007-2015) (Voz) (Linda Flynn)
- Two Dreadful Children (2007) (Voz)
- Fast Girl (2007)
- The Suite Life of Zack and Cody (2005-2007)
- The Perfect Man (2005)
- Christmas with the Kranks (2004)
- The Santa Claus Brothers (2001)
- Happy Birthday (2001)
- On the Edge (2001)
- Mom's Got a Date with a Vampire (2000)
- Ready to Rumble (2000)
- Man on the Moon (1999)
- The Nanny (1999)
- Sabrina, the Teenage Witch: Spellbound (1998) (Voz)
- Sabrina, the Teenage Witch (1997-2004)
- The Shot (1996)
- Pride & Joy (1995)
- Fools for Love (1993)
- ABC TGIF (1990)
- Meatballs III: Summer Job (1986)

### Como guionista
- Caroline Rhea: Rhea's Anatomy (2006)
- One Night Stand (2005)
- Laughing Out Loud: America's Funniest Comedians (2001)
- Pulp Comics: Caroline Rhea (1999)
- Fools for Love (1993)

### Como directora
- The Caroline Rhea Show (2002)

### Como productora
- Pulp Comics: Caroline Rhea (1999)

### Como presentadora
- The Biggest Loser